# Великие Гадомцы
Великие Гадомцы (укр. Великі Гадомці) — село на Украине, находится в Бердичевском районе Житомирской области.
Код КОАТУУ — 1820885602. Население по переписи 2001 года составляет 303 человека. Почтовый индекс — 13354. Телефонный код — 4143. Занимает площадь 1,569 км².

## Адрес местного совета
13354, Житомирская область, Бердичевский р-н, с. Садки